# ムアンナーン郡
座標: 北緯18度47分37秒 東経100度43分46秒 / 北緯18.79361度 東経100.72944度
ムアンナーン郡（ムアンナーンぐん）はタイ北部・ナーン県にある郡（アムプー）である。ナーン県の県庁所在地（ムアン）でもある。

## 名前
「ナーン」とは境界線と言う意味である。また中国語の「南」が転化した物ではないかとする説もある。なお、ナーンの名称自体はナーンを流れる川、「ナーン川」に由来する。
パーリ語で書かれた歴史書には『ジナカーラマーリー』ではカーヴァラージャナガラと呼ばれているがこれはカーオと呼ばれる人（タイ族の一派である。）が住む地域という意味である。この為カーオナーンとするタムナーン（年代記）も存在する。通常古くはナンタブリー (นันทบุรี) 、ナンタブリーシーナコーンナーン (นันทบุรีศรีนครน่าน) などと仰々しく呼ばれていたが、次第に簡素化していき現在のようにナーンという名前が一般に定着した。
公的には1899年、クウェーンナコーンナーン (แขวงนครน่าน)となり、1914年ナーンとなった。

## 歴史
詳細はカーオ王国、ナーン王国を参照。
ナーンはカーオ王国の君主であったパーコーンによって1368年8月に建設され、ナーン王国の首都となったが内紛とスコータイ王国の干渉に悩まされ弱体化した。
1449年ごろにはラーンナーの覇権拡大を目指すティローカラートによってナーンはついにラーンナーの覇権下に入った。その後、ナーンはラーンナー様式を積極的に取り入れ、それまで有力であったスコータイ様式をしのいだ。これの良い例が1475年ごろに再建されたワット・プラタートチェーヘーンである。その後100年程度ラーンナー王朝による支配が続いた。

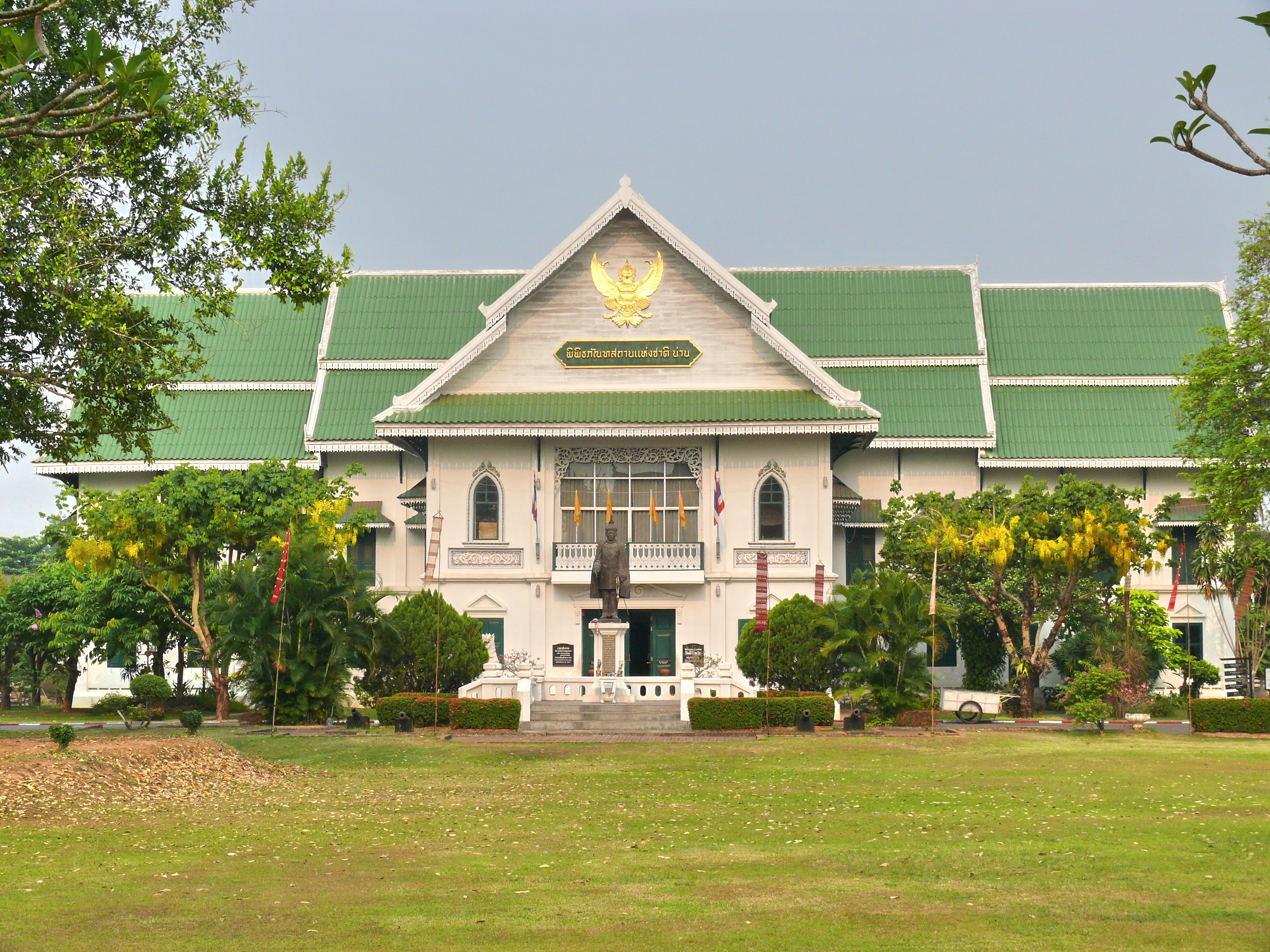
ナーン国立博物館。ナーン国王のスリヤポンパリッティデート王によって立てられた。

1560年ナーンはビルマ・タウングー王朝の覇権下に入りその下で主要な都市として機能した。1726年、ビルマのコンバウン王朝はチエンマイ出身のティンマハーウォンをナーンの国主として任命。その後、シャム・チャクリー王朝とビルマの勢力の干渉を受け、お家騒動が続いたが、1931年までティンマハーウォンの一族による世襲が行われマハープロムスラターダー王までナーンの国主の世襲は続いた。
このころ、18世紀後半から19世紀初頭にかけてはチーク材の宝庫としてナーンは注目され繁栄の絶頂期にあり、外国の投資まで行われたチーク材の伐採がナーン県の近辺で行われナーンはその集積・取引の中心となった。しかし、1904年タイ政府が現在のナーン県の東部にあたる（現・ラオス、サイニャブーリー県）をフランス領インドシナに割譲したことにより、ナーンの経済的地位は下がっていった。
ラーマ5世（チュラーロンコーン）のチャクリー改革以降、ナーンは君主がありながら内務省の下位の法人となり、1899年、内務省の省令によりナーンは「クウェーンナコーンナーン」となった。1914年にはアンムプームアンとしての行政区分が与えられ、現在のナーン市の原型を形成した。1997年2月1日にはナーン市から一部がプーピエン分郡として分離している。

## 地理
市はナーン川の形成した台地に位置する。東西は山脈に囲まれており、ナーン川の流れる南に向かってなだらかな斜面となっている。市の北部には豊かな森林地帯があり、パートゥーン森林公園に指定されている。
市内の主要な道路は国道101号線で北はラオス・サイニャブリー県、ムアングンに南は国道101号線は国道11号線に続きウッタラディット、ピッサヌロークなどに通じている。西にはパヤオと国道1091号線、1251号線で通じている。なお、空の玄関口としてナーンナコーン空港もある。

## 経済
地域の主な産業は農業で、ソム・シートーンとよばれるミカンの生産が盛んである。

## 寺院
- ワット・プーミン

## 行政区分
郡は11のタムボンに分かれその下位に、105の村が存在する。ナーン中心部は自治体（テーサバーン）があり以下のようになっている。
- テーサバーンムアン・ナーン・・・タムボン・ナイウィエン

郡内には10のタムボン行政体（オンカーンボーリハーンスワンタムボン）が設置されている。以下は市内のタムボンの一覧である。内、欠番はナーン郡から分離してプーピエン分郡として成立した郡である。
1. タムボン・ナイウィエン・・・ตำบลในเวียง
2. タムボン・ボー・・・ตำบลบ่อ
3. タムボン・パーシン・・・ตำบลผาสิงห์
4. タムボン・チャイサターン・・・ตำบลไชยสถาน
5. タムボン・トゥームトーン・・・ตำบลถืมตอง
6. タムボン・ルアン・・・ตำบลเรือง
7. タムボン・ナーチャーオ・・・ตำบลนาชาว
8. タムボン・ドゥータイ・・・ตำบลดู่ใต
9. タムボン・コーンクワーイ・・・ตำบลกองควาย
10. タムボン・サウォック・・・ตำบลสวก
11. タムボン・サニエン・・・ตำบลสะเนียน